# ورنر کوخ
ونر کوخ (به آلمانی: Werner Koch) (زاده ۱۹۶۱)، یک برنامه‌نویس نرم‌افزار اهل آلمان است. او بیشتر به خاطر نوشتن برنامه گنو پی‌جی به شهرت رسیده است. او همچنین سردفتردار و معاون بنیاد نرم‌افزار آزاد اروپا بود. ورنر همچنین نویسنده کتابخانه لیب‌جی‌کریپت است. کوچ در نزدیکی دوسلدورف در آلمان زندگی می‌کند.